# Age of Wonders III
Age of Wonders 3 (с англ. — «Век Чудес 3») — компьютерная игра в жанре 4X-пошаговой стратегии, вышедшая в 2014 году и разработанная компанией Triumph Studios для PC.
Это четвёртая игра в серии Age of Wonders, после Age of Wonders, Age of Wonders II: The Wizard’s Throne и Age of Wonders: Shadow Magic, выпущенные в 1999, 2002 и 2003 годах.

### Сюжет
Сюжет повествует о конфликте между Имперским Содружеством и альянсом тёмных и лесных эльфов.

## Игровой процесс
Age of Wonders 3, в отличие от других игр серии, полностью трёхмерна. Герои и их армии путешествуют по миру, общаются друг с другом, захватывают города и управляют стихиями с помощью магии. Бои остались пошаговыми, но были переработаны (например, добавлены атаки с флангов и расширен набор специальных умений для юнитов). В игре на выбор представлены 8 рас: Люди, Высшие эльфы, Гномы, Гоблины, Орки, Дракониды, Полурослики. DLC добавляет расу Фростлингов. У всех рас одинаковые типы юнитов I и II уровней, которые различаются доступными умениями и характеристиками: Ополченец, Стрелок, Пехотинец, Пикинёр, Кавалерист, Поддержка, Уникальный юнит III уровня. Существует система контр-юнитов. Например, благодаря повышенному значению очков передвижения, кавалерия эффективно справляется со стрелками. А пикинёры имеют бонус к атаке и защите против кавалерии. В игре присутствуют характерные для RPG классы героев: Плут (англ. Rogue), Военачальник (англ. Warlord), Чародей (англ. Sorcerer), Архидруид (англ. Archdruid), Теократ (англ. Theocrat), Технократ (англ. Dreadnought). DLC добавляет класс Некроманта (англ. Necromancer). Помимо классов герой также выбирает специализацию (адепт/мастер воды, земли, воздуха, огня, создания, разрушения, исследователь, строитель). Любой герой независимо от расы может выбрать любой класс и любую специализацию. По словам разработчиков, классы помогли им отойти от привычного фэнтези. Также в игре есть генератор случайных карт и редактор уровней.

## Анонс и выпуск
Игра анонсирована в феврале 2013 года для PC. К тому времени разработчики трудились над игрой уже более двух лет. Изначально релиз планировался на осень 2013 года, однако был потом перенесён на начало 2014 года.

## Отзывы, награды и продажи
| Сводный рейтинг       | Сводный рейтинг |
| Агрегатор             | Оценка          |
| --------------------- | --------------- |
| GameRankings          | 80,95 %         |
| Metacritic            | 80/100          |
| Иноязычные издания    |                 |
| Издание               | Оценка          |
| Game Informer         | 7,5/10          |
| GameSpot              | 7/10            |
| IGN                   | 7,1/10          |
| Joystiq               | [ 6 ]           |
| PC Gamer (US)         | 83/100          |
| Polygon               | 8/10            |
| GameStar              | 82/100          |
| Русскоязычные издания |                 |
| Издание               | Оценка          |
| Riot Pixels           | 79 %            |
| «Игромания»           | 8,5/10          |

Игра получила преимущественно положительные отзывы. На сайте-агрегаторе Metacritic средняя оценка игры составляет 80 из 100 на основе 35 обзоров для платформы PC.
Летом 2018 года, благодаря уязвимости в защите Steam Web API, стало известно, что точное количество пользователей сервиса Steam, которые играли в игру хотя бы один раз, составляет 764 290 человек.